# Рыжков, Антон Андреевич
Анто́н Андре́евич Рыжко́в (5 марта 1920, Абрамовка, Воронежская губерния — 28 января 1944, Гомельская область) — капитан Рабоче-крестьянской Красной Армии, участник Великой Отечественной войны, Герой Советского Союза (1944).

## Биография
Антон Рыжков родился 5 марта 1920 года в селе Абрамовка (ныне — Таловский район Воронежской области). После окончания начальной школы работал сначала в колхозе, затем на машинно-тракторной станции, на заводе. В октябре 1940 года Рыжков был призван на службу в Рабоче-крестьянскую Красную Армию. С июля 1941 года — на фронтах Великой Отечественной войны.
К сентябрю 1943 года гвардии старший лейтенант Антон Рыжков командовал ротой 29-го гвардейского стрелкового полка 12-й гвардейской стрелковой дивизии 61-й армии Центрального фронта. Отличился во время битвы за Днепр. 28 сентября 1943 года рота Рыжкова переправилась через Днепр в районе деревни Глушец Лоевского района Гомельской области Белорусской ССР и приняла активное участие в боях за захват и удержание плацдарма на его западном берегу, отразив большое количество контратак противника. В критический момент боя Рыжков лично поднял свою роту в рукопашную атаку, выведя её из окружения.
Указом Президиума Верховного Совета СССР «О присвоении звания Героя Советского Союза генералам, офицерскому, сержантскому и рядовому составу Красной Армии» от 15 января 1944 года за «образцовое выполнение боевых заданий командования по форсированию реки Днепр и проявленные при этом мужество и героизм» гвардии старший лейтенант Антон Рыжков был удостоен высокого звания Героя Советского Союза. Орден Ленина и медаль «Золотая Звезда» он получить не успел, так как 28 января 1944 года погиб в бою.
Первоначально был похоронен в братской могиле у деревни Теребов Петриковского района Гомельской области, позднее перезахоронен в братскую могилу на Кургане Славы в Мозыре.

## Награды
Был также награждён орденом Красной Звезды и медалью.

## Память
- В честь Рыжкова в Таловой установлен его бюст[1].
- В честь А. А. Рыжкова в Мозыре установлен мемориальный знак на здании учебного корпуса Мозырского государственного педагогического университета имени И. П. Шамякина[3].
- Имя Героя присвоено улице в Мозыре[4].
- Мурал, посвящённый Герою, на здании № 63 по улице Рыжкова в г. Мозырь[5].